# (221) Eos
(221) Eos és un asteroide que pertany al cinturó d'asteroides descobert el 18 de gener de 1882 per Johann Palisa des de l'observatori de Viena, Àustria.
Està nomenat per Eos, una deessa de la mitologia grega.
Dona nom a la família asteroidal d'Eos, una de les tres primeres famílies de Hirayama.